# Uperodon globulosus
Uperodon globulosus és una espècie de granota que viu a l'Índia.